# Under the Mistletoe (canción)
"Under the Mistletoe" es un dueto de los cantantes estadounidenses Kelly Clarkson y Brett Eldredge. Fue escrita por Clarkson y Aben Eubanks, quienes la coprodujeron con Jesse Shatkin. "Under the Mistletoe" fue publicado por primera vez por Atlantic Records el 28 de octubre de 2020. La canción también está incluida en el segundo álbum navideño de Clarkson, When Christmas Comes Around... (2021).

## Composición y recepción
"Under the Mistletoe" es una canción pop navideña escrita por Clarkson y Aben Eubanks, quienes produjeron la canción con su antiguo colaborador Jesse Shatkin. Clarkson invitó a Eldredge a grabar la canción con ella y dijo que estaba "impresionada por su sonido clásico en su disco de Navidad, por lo que fue una combinación perfecta". Eldredge aceptó de inmediato la invitación y comentó: "Me quedé impresionado por el alma y la alegría que trajo a mi vida en el momento en que lo escuché".
Al revisar la pista de Vulture, Rebecca Alter opinó que la canción puede no ser la mejor canción navideña de Clarkson sobre encontrar a un hombre debajo de una planta, pero, sin embargo, escribió que la canción es "muy buena también, buscando ese recuerdo, A Christmas Gift for You from Phil Spector como la mayoría de las canciones navideñas si quieren señalar que son "¡Navidad!". George Griffiths de Official Charts Company opinó que la pista "tiene suficiente energía para llevarte hasta el gran día".

## Vídeo musical
El video musical que lo acompaña se estrenó el 10 de diciembre de 2020 y fue dirigido por Jay Martin. El video es una caricatura animada por Ingenuity Studios.